# Flaco Flow y Melanina
Flaco Flow y Melanina es un dúo de rap colombiano, conformado por Dago Ramos (Flaco Flow) de Buenaventura y por Hugo Caicedo (Melanina) de Cali.

## Historia
Iniciaron como agrupación en 2002, con el apoyo del productor Benny Bajo. En 2004 lanzaron su álbum Polizones, en 2006 lanzan De barrio en barrio y en 2010 el álbum Esta bueno.En 2012 fueron ganadores de los Premios Shock al Mejor Grupo Urbano. También han publicado sencillos como solistas. Para 2024 lanzan su álbum Flow Leyenda.Una de sus canciones más conocidas es La Jungla.
Se han presentado en distintos festivales y realizado giras como: Hip Hop Al Parque en Bogotá (ediciones 2005, 2009,y 2024); Tour “Polizones” Europa: Zúrich, Lausanne, Berna, Ginebra (2005); Touch The Lake Open Air en Zúrich (2007); Tiuna El Fuerte en Caracas (2008); Gira Nacional: Cartagena, Cali, Medellín, Bogotá (2008); Festival Viga Hip Hop en Medellín (2010);  Translating Hip Hop – Academic Workshop en Berlín (2011); Gira Europa “Puro Fuego” en Alemania, Suiza, España (2012): Jamming Festival en Bogotá (2013 y 2015).

## Discografía
- Polizones (2004)
- De barrio en barrio (2006)
- Esta bueno (2010)
- Flow Leyenda (2024)

### Banda sonora
- Roots & Routes - Documental (2023)
- Pickpockets (2018)
- La Playa D.C. (2012)
- Asalto Al Cine (2011)
- Baby Sicario - Documental (2011)[4]